# Изабелла д’Эсте
Изабелла д’Эсте (итал. Isabella d'Este; 18 мая 1474 — 13 февраля 1539) — супруга маркграфа Мантуи, ценительница искусства и покровительница знаменитых художников, одна из известнейших женщин эпохи итальянского Возрождения, прозванная «примадонной Ренессанса» (la Primadonna del Rinascimento).

## Биография

### Юность
Изабелла была старшей дочерью Эрколе д’Эсте, герцога Феррары и Леоноры Неаполитанской, (дочери короля Фердинанда Неаполитанского). Была названа в честь своей бабушки по матери — Изабеллы де Клермон. Несмотря на то, что вслед за ней в семье родилось много других детей, в том числе мальчиков, Изабелла оставалась любимым ребёнком. В 1474 году, после рождения её брата Ферранте, девочка вместе с матерью отправилась в Неаполь к своему деду. Затем герцогиня Леонора вернулась домой, в Феррару, и Изабелла возвратилась с ней, а её остальные братья и сёстры были оставлены в Неаполе на следующие 8 лет.
Её младшая сестра была не менее известной Беатриче д'Эсте, герцогиней Милана, женой Лодовико Сфорца. Изабелла была связана родством или браком почти со всеми правителями в Италии и известна как первая дама эпохи Возрождения.
Изабелла д’Эсте — как известно по многочисленной корреспонденции из Мантуи — получила очень хорошее образование. Об этом позаботилась её мать, также имевшая прекрасное образование, игравшая на арфе, коллекционировавшая полотна известных живописцев и имевшая небольшую библиотеку. Изабелле и её братьям и сестрам преподавали латынь и музыку (она великолепно играла на лютне и флейте и обладала прекрасным голосом), греческую и римскую историю и классическую литературу. С особым интересом Изабелла изучала географические карты и занималась астрологией.
В возрасте 16 лет, 12 января 1490 года, Изабелла вышла замуж за 25-летнего Франческо II Гонзага, маркиза Мантуи, с которым она была помолвлена с 1480 года.

### Жизнь в браке
Современники описывали её как красноречивую, умную, очень начитанную, темпераментную, остроумную, с большой страстью игравшую в шахматы и карты. Её описывали как необычайную красавицу, склонную, однако, как и её мать к полноте.
Она находилась в очень хороших отношениях с семьёй своего мужа, но не со своим недоверчивым (и с 1512 года больным сифилисом) супругом. Франческо был кондотьером и проводил много времени за пределами своей страны, служа военачальником у иностранных государей, оказывался он и в плену (1509). В его отсутствие Изабелла осталась дома и управляла Мантуей самостоятельно. Компанию при дворе ей составляла мать, сестра, и золовка — Елизавета Гонзага.

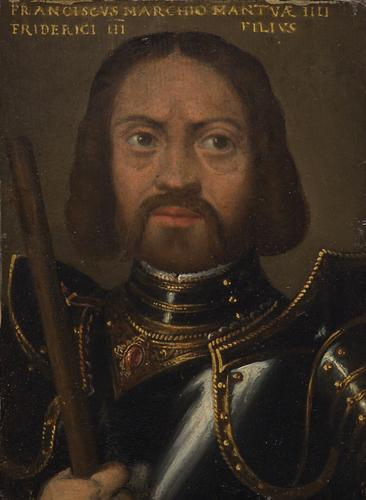
Франческо Гонзага, муж Изабеллы

31 декабря 1493 года Изабелла родила своего первого ребёнка, дочь, которую она назвала Элеонорой, в честь недавно умершей матери. Её разочарование от того, что она не родила сына, было настолько большим, что отразилось на её отношении к дочери, которая стала любимицей отца. Её вторая дочь, Маргарита, умерла через два месяца после рождения.

Портрет Изабеллы работы Тициана, 1534—1536, Музей истории искусств, Вена. Широко распространен, но идентификация неопределенная

15 мая 1500 года она родила долгожданного сына Федерико II Гонзага, названного так в честь деда. В 1502 году родилась Ливия (умерла ребёнком) и в 1503 году — Ипполита, с которой у неё также не сложилось близких отношений. В ноябре 1505 года она родила Эрколо (с 1527 года — кардинал) и в январе 1507 года Ферранте (полководец при императоре Карле V, первый герцог Гуасталлы). В 1508 году она родила Ливию (названную так в честь своей сестры, умершей в этом же году).
Своих сыновей она любила больше всего на свете, злые языки поговаривали, что затем шли её собаки и только потом дочери. Её старшая дочь по политическим соображениям была выдана замуж за Франческо Мария I делла Ровере, племянника папы Юлия II, Ипполита и Ливия стали монахинями. Только в старости её отношения с дочерьми потеплели, и она включила их в своё завещание. Особенно она переживала по поводу несчастливого брака своей старшей дочери.
После возвращения её заболевшего супруга в Мантую (1512) Изабелла убедилась, что его отношение к ней заметно ухудшилось. Он не одобрял ни единого её решения. Она решила уехать в Рим. Там, при дворе папы Льва Х, её приняли как королеву и она стала центром внимания. Несколько лет спустя она ненадолго вернулась в Мантую.

### Вдова
В 1519 году скончался её супруг, и её сын Федерико унаследовал престол Мантуи. Изабелла из-за его возраста осталась при нём регентом и продолжала управлять страной. Она стала важной фигурой в политике Италии, заметно укрепив позицию Мантуи. Она сыграла роль в превращении Мантуи из маркизата в герцогство, выбрала удачный брак для своего старшего сына и помогла сыну Эрколе стать кардиналом. Она продемонстрировала большой ум и дипломатические способности в переговорах с Чезаре Борджиа, лишившим престола Гвидобальдо да Монтефельтро, мужа её золовки Елизаветы Гонзага (1502).
В 1525 году она возвратилась в Рим, говоря, что её сердце принадлежит этому городу. Она оставалась там и при разграблении папской столицы войсками императора Карла в 1527 году. Затем 60-летняя маркиза вернулась в Мантую и превратила её в культурный центр, основав школу для девочек и превратив свои апартаменты в сокровищницу произведений искусства.
Но непоседливая Изабелла не могла оставаться на месте и продолжала путешествовать, посетив Романью, Солароло до своей кончины в 1539 году.

## Культурная деятельность
После мантуанской маркизы остались связки писем, сундуки с нарядами и драгоценностями, коллекции картин и предметов искусства, собрание книг и рукописей. В моральной и интеллектуальной атмосфере Возрождения она оставила след более глубокий, чем если бы была сама натурой творческой и артистичной. Изабелла д'Эстэ явилась одной из первых создательниц моды, не только моды на покрой платья и на фасон прически, но моды искусства, поэзии, нравов. 

 Мантуанская маркиза была усерднейшей заказчицей, и это не совсем одно и то же с вдохновительницей искусств. Ни в чем не подымалась она выше средних воззрений своего времени и ничем не углубляла их. От неё нечего ждать ни проникновения в прошлое, ни прозрения в будущее. Вся до конца исчерпывалась она своим настоящим, своим сегодняшним днем, и в этом не только слабость её, но и сила.
Изабелла была страстной собирательницей римских скульптур, монет, гемм, заказчицей картин и современных скульптур в античном стиле. Она создала Студиоло д'Эсте: апартаменты с коллекцией картин Мантеньи, Перуджино, Лоренцо Коста, Корреджо и многих других художников. В состав помещений студиоло входила «гротта» (Grotta), где были представлены античные медали и монеты, резные камни и скульптура. Грот назывался «Храм богини любви и красоты», или «Грот Венеры». Среди его коллекций была знаменитая Камея Гонзага.
Под покровительством Изабеллы двор Мантуи стал одним из самых культурных в Европе. Его посещали Рафаэль Санти и Тициан, композиторы Бартоломе Тромбончино и Марчетто Кара. Придворным скульптором был Бонакольси.
Вместе с супругом Изабелла покровительствовала Ариосто, когда тот писал своего «Неистового Орландо», под её благотворным влиянием работал Бальдассаре Кастильоне, автор «Придворного». По его совету в Мантую был приглашен архитектор и живописец Джулио Романо, ученик Рафаэля, чтобы расширить загородный дворец Палаццо дель Те.
Сохранились и хорошо изучены её письма к Леонардо да Винчи, который, доверившись словам Изабеллы, попытался обосноваться в Мантуе после своего отъезда из Милана. Но он прибыл в неудачный политический момент, когда Изабелла была занята улаживанием кризиса и спасением страны и, разочарованный отсутствием внимания, Леонардо уехал. Несмотря на то, что Изабелла затем неоднократно просила его создавать для неё произведения искусства, его работа для неё ограничилась эскизом к невыполненному портрету (1499). Однако существует гипотеза, что Изабелла стала моделью для картины Леонардо «Джоконда».
При дворе Изабеллы состоялись шахматные турниры, в которых принимали участие сильнейшие итальянские шахматисты. Она сама хорошо играла в шахматы и интересовалась шахматной композицией. Изабелла заказала математику и священнослужителю Луке Пачоли трактат «Об игре в шахматы» часть иллюстраций (а некоторые учёные считают, что и часть задач, представленных в трактате), выполнил в нём Леонардо да Винчи.
Её карандашный портрет оставил Леонардо, живописный — Тициан (плюс вторая картина, La Bella, которая тоже, возможно, является её портретом), и посмертное изображение — Рубенс. Её скульптурное изображение на медалях оставил Джан Кристофоро Романо, также существует бюст его работы, который также считается её портретом, в основном, благодаря сходству с работой Леонардо. Из переписки известно, что её портреты писали Мантенья, Джованни Санти, Джанфранческо Майнери, Лоренцо Коста, Франческо Франча, а также что Леонардо выполнил ещё один подготовительный рисунок.

## Письма
П. П. Муратов следующим образом оценил обширную переписку маркизы:

Большие дела и маленькие приключения Ренессанса, достижения художников, интриги политиков, празднества, моды, хозяйственные дела, государственные заботы, домашние мелочи — всё ворошат, всё пересыпают перед нами эти письма, как неисчерпаемую груду перемешанных между собою цветных и тусклых камней. В каждом из них, как в капле воды, отражен мир Возрождения, и каждая подробность его преломлена многогранным умом Изабеллы.

## В культуре
- Эссекс К. «Лебеди Леонардо». Современный женский любовный роман о будто бы существовавшей любви Изабеллы к мужу её сестры Лодовико Моро.
- 2011 — Изабелла д’Эсте — Примадонна Возрождения / Isabella d’Este, la regista del potere (реж. Алессандра Джиганте / Alessandra Gigante), документально-игровой фильм, в гл. роли Ливия Маддалена / Livia Maddalena
- Афанасьева Е. Колодец в небо. — М.: Захаров, 2005. — 542 с. — ISBN 5-8159-0498-8.